# Jaani Peuhu
Jaani Peuhu (17 de agosto de 1978) es un músico, productor y compositor finés. Es el fundador y vocalista de la banda finlandesa Iconcrash . Actualmente se encuentra trabajando en su álbum debut como solista. Actualmente vive en Helsinki, Finlandia.

## Antecedentes
Peuhu nació en Anjalankoski, Finlandia. Su padre, Kari Peuhu es músico de jazz, y su madre Heli Ahoniitty, es fotógrafa profesional. Inició su carrera musical a los 7 años cuando aprendió a tocar el piano. Un año más tarde, comenzó a tocar la batería. A la edad de 13 años, formó su primera banda llamada Chaoslord. Tocó su primer concierto en Ruovesi cuando tenía 14 años.
Peuhu ha tocado la batería en distintas bandas entre las que se encuentran Scarlet Youth, Varjo, Deadbabes, Myyt, Mary-Ann, Billy-Goats, Jalankulkuämpäri, Kinetic and Vuk.
Jaani inició su carrera como solista en el 2004, cuando hizo su primera grabación como cantante/compositor bajo el nombre de Iconcrash. Jaani también ha trabajado como productor y como músico invitado con varios artistas como Before the Dawn (band), Swallow The Sun, To/Die/For, Thunderstone, Wiidakko y Anna Eriksson.
Desde la aparición del primer disco de Iconcrash,  "Nude" (2005) Peuhu ha estado de gira con su banda en lugares como el Reino Unido, Finlandia, Rusia, Alemania, Italia, los países Bálticos y los Estados Unidos.
En septiembre del 2012 Jaani Peuhu anunció su carrera como solista y se encuentra trabajando en su álbum debut en Londres y Helsinki.

## Premios
En 2012, la canción de Iconcrash "We Are The Night" llegó a las finales del UMK (ESC) y
en el 2009 Jaani Peuhu coescribió una canción llamada  "10,000 Light Years" (10,000 Años Luz) para la banda Kwan con Pauli Rantasalmi de The Rasmus. Dicha canción llegó a las finales del concurso Eurovision Song Contest que se llevó a cabo en Finlandia.

## Discografía
Mary-Ann
- 1998 MCD: Deeper Sin

Billy-Goats
- 1999 MCD: All These Fears

Jalankulkuämpäri
- 2002 CDS: TIP
- 2003 CDS: 9E
- 2007 Álbum: Koska Olen Hyvä Rouva

Deadbabes
- 2003 MCD: The Drug

Iconcrash
- 2003 Promo: Happy?
- 2004 Split-EP: Viola loves Iconcrash
- 2005 Álbum: Nude
- 2008 Soundtrack: Clive Barker's Midnight Meat Train
- 2008 Mama Trash 2 Compilation
- 2008 Soundtrack: Blackout
- 2009 Single: Strange, Strange Dark Star
- 2009 Single: Everlasting
- 2010 Single: Sleeper
- 2010 Álbum: Enochian Devices
- 2011 Single: Delete
- 2011 Single: Stockholm
- 2011 Álbum: Inkeroinen
- 2012 Single: We Are The Night
- 2012 Álbum: Inkeroinen (Special edition including: We Are The Night)

Viola
- 2004 Split-EP: Viola loves Iconcrash
- 2005 Álbum: Melancholydisco

Ratas
- 2001 MCD: Kuumaa Laavaa
- 2002 MCD: Ilmaa

Luomakunta
- 2002 Álbum: Alta

Before the Dawn
- 2000 Promo: To Desire
- 2001 MCD: Gehenna
- 2002 MCD: My Darkness
- 2003 Álbum: My Darkness
- 2004 Álbum: 4:14 a. m.
- 2005 DVD: The First Chapter

Varjo
- 2000 CDS: Korvaamaton
- 2000 CDS: Maailmanpyörä
- 2000 Álbum: Kuka Korvaa Poistetun Sydämen
- 2001 Download Single: Tänä Kesänä
- 2003 Álbum: Paratiisissa
- 2009 Álbum: Ensinäytös 1997

Thunderstone
- 2009 Álbum: Dirt Metal

Swallow the Sun
- 2006 Álbum: Hope
- 2006 CDS: Don't Fall Asleep

Anna Eriksson
- 2007 Álbum: Ihode
- 2008 Álbum: Annan Vuodet

Scarlet Youth
- 2009 MCD: Breaking The Patterns
- 2010 Álbum: Goodbye Doesn't Mean I'm Gone

Kwan
- 2009 CDS: 10 000 Light Years

Black Sun Aeon
- 2009 MCD: Dirty Black Summer EP
- 2009 Álbum: Darkness Walks Beside Me
- 2010 Álbum: Routa
- 2011 Álbum: Blacklight Deliverance

Rain Diary
- 2010 Single: Lost

Grendel
- 2011 Álbum: Corrupt To The Core

Wiidakko
- 2011 Single: Seis seis seis
- 2011 Single: Odessa
- 2011 Álbum: Wiidakko (Release date: 30.11.2011)

Hevisaurus
- 2011 Álbum: Räyhällistä Joulua

To/Die/For
- 2011 Álbum: Samsara (Release date: 14.12.2011)